# Božena Viková-Kunětická
Božena Viková-Kunětická (ur. 30 lipca 1862 w Pardubicach, zm. 18 marca 1934 w Libočanach) – czeska polityk, pisarka i dramaturg.

## Życiorys
Ojciec Jan Novotný był kupcem zbożowym i karczmarzem. Chciała zostać aktorką. Lekcji udzielała jej jedna z najlepszych aktorek tego okresu Otilia Sklenářova-Malé. W 1881 roku została zaangażowana do Teatru Narodowego w Pradze, ale po dwóch miesiącach jego budynek spłonął. W 1884 roku wyszła za mąż za urzędnika cukrowni Josefa Vika. Często zmieniali miejsce zamieszkania. Mąż zmarł w 1919 roku, gdy mieszkali w Českim Brodzie. Mieli troje dzieci, ale przeżyła tylko córka Vlasta. U niej w Libočanach koło Ţatki Božena Viková-Kunětická mieszkała do śmierci w 1934 roku.
Jeszcze przed wojną wstąpiła do Národní strany svobodomyslné (Młodoczesi). W 1912 roku została wybrana do parlamentu (Český zemský sněm) w wyborach uzupełniających z powiatu Mladá Boleslav. Była pierwszą kobietą wybraną do parlamentu w Austro-Węgrzech. Od 1918 roku była członkiem ČSTD (Česká státoprávní demokracie).
Po powstaniu Czechosłowacji w latach 1918–1920 zasiadała w Rewolucyjnym Zgromadzeniu Narodowym (Revoluční národní shromáždění), reprezentując w nim ČSTD. W 1920 roku wzięła udział w wyborach parlamentarnych do Senatu. Senatorem została dopiero w 1925 roku po rezygnacji senatora Jana Herbena na krótko przed końcem kadencji.
Do 1930 roku była przewodniczącą Komisji Kobiet Czechosłowacji. W 1927 roku została powołana na członka Czeskiej Akademii Nauk. Razem z Elišką Krásnohorską były pierwszymi kobietami, które zostały członkami Akademii. Należała do założonego przez Josefę Náprstkovą Americkiego klubu dam.

## Upamiętnienie
- 1932 Vladimír Minařík Božena Viková – Kunětická[6]
- 1934 Jaroslav Voborník Božena Viková – Kunětická[6]

## Twórczość
Początkowo publikowała w czasopismach takich jak „Květy”, „Světozor”, „Ruch”, „Lumír” czy „Zlatá Praha”. W 1887 roku wydała pierwszą książkę noszącą tytuł Povídky (Opowiadania). Publikowała pod pseudonimem Kunětická. Nazwa pochodziła od Kunětickiej hory, góry będącej miejscem walk husyckich. Napisała:

### Opowiadania
- Povídky (1887)
- Drobné povídky (1888)
- Čtyři povídky (1890)
- Po svatbě (1892)
- Nové povídky (1892)
- Vdova po chirurgovi (1893)
- Idylky (1894)
- Silhouetty mužů (1899)
- Staří mládenci a jiné povídky (1901)
- Macecha a jiné črty (1902)

### Powieści
- Justyna Holdanová (1892)
- Minulost (1895)
- Medřická (1897)
- Vzpoura (1901)
- Pán (1905)

### Sztuki teatralne
- Sběratelka starožitností (1890), komedia
- V bludišti (1890)
- V jařmu (1897)
- Neznámá pevnina (1899), komedia
- Přítěž (1901), komedia
- Co bylo (1902)
- Cop (1905), komedia
- Holčička (1905)
- Dospělé děti (1909), komedia
- Lidé (1909)
- Reprezentantka domu (1911), komedia